# Сильмариліон
«Сильмариліо́н» (англ. The Silmarillion) — збірка псевдоміфічних творів англійського письменника Дж. Р. Р. Толкіна, яку видано посмертно його сином Крістофером Толкіном у 1977 році. Події, що розгортаються в збірці «Сильмариліон», в більшості передують подіям трилогії «Володар Перснів». У ній розповідається про історію вигаданої епохи Землі, коли вона називалася Ардою: створення богом Ілуватаром айнурів, матеріального світу Еа та Арди зокрема, Дітей Ілуватара (ельфів і людей), їхню боротьбу проти злих Мелькора та Саурона.
Складається з п'яти основних частин:
- Айнуліндале — міф про Творення світу;
- Валаквента — картина ієрархії божественних сил;
- Квента Сильмариліон — власне історія про Сильмарили;
- Акаллабет — історія про падіння острівного королівства Нуменор;
- «Про Персні Влади та Третю епоху» — короткий огляд історії виникнення Перснів Влади, подій Третьої Епохи й перебіг Війни за Перстень.

У 1978 році книга виборола премію «Локус». Українською перекладено Катериною Оніщук, Оленою О'Лір та Назаром Федораком у 2008 році.

## Структура твору
Крістофер Толкін, який підготував до видання «Сильмариліон», написав про структуру книги у Передньому слові до першого видання наступне:
| «Книга, хоч і названа для годиться «Сильмариліон», складається не лише з «Квенти Сильмариліон», тобто власне «Сильмариліона», а ще й з чотирьох коротких творів. Уміщені на початку «Айнуліндале» та «Валаквента» безпосередньо пов'язані зі «Сильмариліоном», а от прикінцеві історії «Акаллабет» і «Про Персні Влади» є цілком окремими та незалежними. Їх включено до цієї книги відповідно до чітко висловнених прагнень батька, і завдяки цьому сконструйовано цілісну історичну картину створеного ним світу: від Музики айнурів, із якої цей світ постав, до відплиття персненосців із Гаваней Мітлонду наприкінці Третьої Епохи». |

### 1. Айнуліанде (Музика айнурів)
Айнулі́ндале (англ. Ainulindalë) — перша частина «Сильмариліону», це історія про створення світу, яке відбулося з допомогою Музики, створюваної богом Еру Ілуватаром і його творіннями, що звалися айнурами. Оформлено як переказ про створення Арди, що належить перу ельфа Руміла з Тіріона, створений в Першу епоху.
Створення світу описується як втілення музичних тем, запропонованих Ілуватаром айнурам. Всього було три теми, які визначили вигляд сущого. Спочатку нарізно, а потім об'єднавшись, айнури створили в Порожнечі матеріальний світ Еа Першою темою. Проте Мелкор вирішив доробити тему Еру, внісши дисонанс. Зупинений Ілуватаром, він зачаїв злобу, так породивши зло; Друга визначила обриси земель Арди і виправила дисонанс, внесений Мелкором в Першу тему, одночасно увібравши його в себе, але Мелкор знову став робити по-своєму. В Третій темі айнури участі не брали — в цій темі Ілуватар особисто створив Дітей Ілуватара і визначив їхню долю. Після цього декотрі айнури зійшли в Арду, яка через Мелкора втратила задуману початково досконалість і рано чи пізно мусила загинути.

### 2. Валаквента
Валаквента — друга частина «Сильмариліону», тут містяться описи валарів, маярів і Ворога (Мелкора).
Ця частина вирізняється відсутністю сюжету: «Валаквента» — не історія, а швидше збірник характеристик основних божественних істот Еа: валарів (айнурів, що зійшли ближче до Арди та стали керувати різними аспектами її існування), маярів (духів Еа) і ворогів (Мелкора та тих маярів, що стали на його бік). Так, у тексті перераховуються валари «в порядку їх могутності», описуються їхні родинні зв'язки і «божественні функції», перераховуються і характеризуються маяри, в тому числі меліа й маги.
Останнім згадується Мелкор або інкше Моргот і ті валари, що стали його васалами. В їх числі й ті, котрі стали демонами балрогами і найвеличніший з палих маярів — Саурон.

### 3. Квента Сильмариліон (Історія Сильмарилів)
Ця частина названа на честь чудесних дорогоцінних каменів, які ввібрали в себе світло Дерев Валінору — Сильмарилів, створених ельфом Феанором і викрадених Мелкором. У цій же книзі описана і вся історія Першої епохи Середзем'я.
Квента Сильмариліон починається оповіддю про Першу війну між Мелкором, який забажав володіти світом та іншими валарами, котрі впорядковували Арду. В ті часи Діти Ілуватара, ельфи й люди, були створені, але іще не прокинулися для життя. Світ потребував світла, тож Ауле виготовив два свічада (Іллуін та Ормал) за яких настав вічний день. Яванна змогла проростити створене нею насіння та в лісах створити тварин. Тим часом Мелкор створював фортецю Утумно. З неї він напав разом з прибічниками-маярами, почавши війну, і розбив свічада, чим спричинив численні катаклізми. Валари більше не могли жити повсюдно в Арді, тому оселилися в землях Аману на крайньому заході, назвавши свою домівку Валінором.
Завдяки пісні Яванни виросли два Дерева Валінору (Телперіон і Лауреліна), що по черзі світили і гаснули, знову освітлюючи Валінор. Решта ж світу освітлювалися тільки зірками. Ілуватар проголосив, що після кінця світу прозвучить Друга Музика айнурів, у виконанні якої візьмуть участь люди. Вона буде ще величніша, ніж Перша, але навіть самі айнури не знають, якою їй бути.
Ауле так бажав поділитися своїми знаннями, що в таємниці створив народ гномів, які б населели світ та робили його прекраснішим, однак вони не мали власної волі. Ілуватар виправив цю недосконалість, та тільки після того як пробудив ельфів, тому ельфів також називають Первородними або елдарами. Мелкор спіймав декотрих Первородних і спотворив їх, поклавши початок народу орків, які відтоді служили йому.
Ельфи розселялися, поділилися на Три Роди, і стали частими гостями у Валінорі. Мелкора було ув'язнено, а через три віки звільнено. Проте його ненависть до інших валарів та Ілуватара тільки зросла.
Феанор з роду нолдорів задумав зберегти світло Дерева Валінору, для цього він виготовив чарівні камені Сильмарили, які містили велику силу. Мелкор забажав володіти каменями і надурив багатьох ельфів начебто валари готуються створити людей, щоб витіснити їх. Так йому вдалося посіяти ворожнечу між родами.
Павучиха Унґоліанта, яка служила Мелкору, разом зі своїм володарем досягла Дерев Валінору й випила їхню силу, від чого світ покрила темрява. Світло Дерев залишилося тільки у Сильмарилах, однак Феанор надто дорожив каменями і відмовився віддати їх для відродження Дерев. Цим скористався Мелкор, викравши Сильмарили. Феанор поклявся разом з іншими нолдорами повернути Сильмарили і знищити будь-кого, хто завадить це зробити.
Валари за якийсь час зібрали всі сили і виростили на залишках Дерев Валінору два плоди, що стали Сонцем і Місяцем, знову освітлюючи світ. Відтоді почалося літочислення за сонячними роками. З першим сходом Сонця пробудилися люди, смертність яких давала їм покидати Арду як душі, на відміну від безсмертних ельфів, що мусили змарніти і загинути разом зі світом.
Поки Феанор зі своїм військом безуспішно шукав Сильмарили, людський чоловік Берен закохався в ельфійку Лутіен. Батько Лутіен, Тінґол, погодився віддати дочку за нього тільки тоді, якщо Берен візьме до рук Сильмарил. Той добув Сильмарил з корони Мелкора при допомозі Лутіен, однак втратив його, оскільки вовк Моргота Кархарот проковтнув коштовність. Проте умова Тінґола була виконана. Переслідуваний Кархаротом, Берен загинув, та Лутіен випросила можливість прожити їм обом смертне життя. Пізніше він переміг Кархарота та заволодів Сильмарилом, який, вправлений у намисто, дістався його сину Діору.
Феанор втрачав війська і врешті опинився в оточенні сил Мелкора. У двобої з Готмоґом, лідером балроґів, він загинув, поклавши продовження пошуків Сильмарилів на своїх синів. Його старший син Маезрос, дізнавшись про подвиг Берена, впевнився, що Мелкор все ж вразливий. Об'єднавшись з людьми і гномами ельфи виступили проти військ Мелкора у битві Нірнает-Арноедіад. Але сини Феанора не змогли подолати ворогів, хоч і зуміли вціліти. Битву було програно, люди Гуора та Гуріна ще якийсь час стримували натиск. Зрештою залишки ельфів врятувалися втечею, люди були розбиті, а Гурін потрапив в полон.
Моргот намагався вивідати в Гуріна місцерозташування Ґондоліна, таємного міста ельфів, та нічого не дізнався. Моргот за це прокляв весь рід Гуріна: що б не робили його нащадки, вони приноситимуть тільки нещастя. Син Гуріна Турін Турамбар, покинувши окупований народом істерлінгів край Дор-ломін, оселившись в Доріаті. Ненавмисно вбивши ельфа Саероса, Турін покинув Доріат і став розбійником. Хоч йому і вдалося звільнити від орків, об'єднавшись із Белегом, частину земель Белеріанду, їхні війська були розбиті, а Турін опинився в полоні. Він випадково убив своїх визволителів, а за якийсь час повірив ворожому обману та пішов визволяти своїх родичів, замість допомогти в битві проти орків. Доріант було зруйновано синами Феанора в пошуках Сильмарила, а Ґондолін був знайдений і пав при навалі орків. Після поневірянь Турін одружився з Ніенор, не впізнавши в ній власної сестри. Дізнавшись правду, Ніенор викинулася в провалля, а Турін заколовся мечем.
Ельф Еаренділ вирушив у плавання аж за Валінор просити у валарів допомоги в боротьбі проти Мелкора і прощення для нолдорів за їхні злочини, які ті вчинили, шукаючи коштовності. Для цього він взяв Сильмарил, добутий Береном, і з його допомогою відшукав правильний шлях. Валари відгукнулися і, об'єднавшись з народами Арди, виступили проти Мелкора у Війні Гніву. Армії Моргота програли, а самого Моргота валари замкнули поза межами Еа. Еаренділ після цього став охоронцем кордонів світу. Багато ельфів вирушили за ним і більш не поверталися. Сини Феанора Маезрос і Маґлор отримали решту Сильмарилів. Проте Маезрос, обпалений їх світлом, зрозумів, що позбувся права володіти каменем, тож викинувся у вогненну прірву разом з Сильмарилом. Маґлор викинув свій у море. Таким чином камені опинилися в повітрі, в надрах світу і в глибинах моря.

### 4. Акаллабет (Повалення Нуменору)
Акаллабет — четверта частина книги «Сильмариліон», повість про заснування та загибель острівної держави Нуменор, чиї жителі, підпавши під вплив слуги Мелкора Саурона, вирішили силою взяти Аман, аби отримати безсмертя.
Декотрі люди ще назадовго від своєї появи дізналися про Аман і вирушили туди в пошуках кращого життя. Під час пошуків Феанором Сильмарилів вони досягли Белеріанду та отримали назву едайнів. Ці люди боролися з силами Мелкора разом із ельфами, за що маяр Еонве після Війни Гніву навчив їх різних наук і наділив незвичайно довгим для людей життям. Для едайнів було створено землі між Середзем'ям і Валінором — Нуменор. Жителі нуменору зробили багато досягнень в мистецтвах і науках, але їм було заборонено відпливати далеко від батьківщини. Однак іноді нуменорці запливали на Схід, деякі навіть висадилися в Середзем'ї та навчили тамтешніх людей багатьом речам.
З часом нуменорці дедалі більше бажали досягти Валінору, винячи валарів і ельфів в тому, що вони не хочуть ділитися таємницею безсмертя. В той час Саурон, що досі лишався в Середзем'ї, укріпив сили і осів у Мордорі. Він намірився вибити нуменорців з Заходу Середзем'я та навіть завоювати Нуменор. Король Нуменору Ар-Фаразон спорядив велике військо проти Саурона і змусив його стати своїм васалом. Той погодився, маючи план захопити Нуменор без бою хитрістю.
Володіючи красномовством, Саурон переконав нуменорців, що валари несправедливо покарали Мелкора. Було створено культ Мелкора і Прадавньої Темряви, нуменорці зреклися колишньої віри й союзників. Влада Саурона росла, він навчив послідовників будувати досконалі механізми і зброю, щоб тримати людей Середзем'я в страху і покорі. Зрештою Ар-Фаразон загордився і зважився піти війною проти валарів.
Ілуватар зупинив нуменорців, змінивши світобудову. Нуменор провалися в надра Арди, а землі Аману Ілуватар переніс за її межі. Як наслідок світ зменшився, виникли нові моря і материки. Деякі нуменорці, які не скорилися Саурону, врятувалися на чолі з Еленділом. Вони приплили до Середзем'я, взявши з собою свої знання і чарівні камені палантири, крізь які можна було бачити на відстані. Саурон втратив тіло, але перенісся у Мордор як дух. Шлях до Валінору відтоді могли знайти тільки ельфи.

### 5. Про Перстені Влади і Третю Епоху
У цій частині описується історія появи в Середзем'ї Перстенів Влади, стисло переказуються події, описані у «Володарі Перстенів».
Ще до падіння Нуменору, бачачи занедбаність світу, Саурон задумав переробити його. Саурон поступово завойовував прихильність, приходячи до людей і ельфів у прекрасній подобі. За його намовлянням було створено 20 Перстенів Влади, розданих ельфам, гномам і людям. Однак таємно Саурон виготовив Єдиний Перстень, що міг керувати рештою. Коли це було викрито, Саурон розпочав війну, щоб повернути найсильніші три Перстені, дані ельфам.
Втративши тіло в Нуменорі, Саурон втілився і зібрав військо в Мордорі. Еленділ та Ґіл-ґалад утворили Останній Союз між ельфами і людьми аби Саурон не зміг їх подолати поодинці. Військо стикнулося з силами Саурона, де той був переможений сином Еленділа Ісілдуром. Саурон знову втратив тіло, а Ісілдур забрав Єдиний перстень собі, спокусившись владою, яку сподівався отримати з його допомогою.
Ельфи продовжували володіти Трьома Перстенями, які лишилися незачепленими чарами Саурона. Ісілдур же загинув через свою самонадіяність, а Єдиний Перстень загубився на багато років. Всі забули про нього аби вважали тепер незначущим, навіть сам Саурон.
Маяр Мітрандір (також знаний як Ґендальф) першим довідався, що Перстень опинився в землях Маленького Народу (гобітів). Знаючи про його силу, Мітрандір виставив у тих землях сторожу дунедайнів, але цим привернув увагу шпигунів Саурона. У пошуках Єдиного Персня Саурон розіслав назґулів. Мітрандір провістив, що в протистоянні злу допоможуть слабкі. Перстень отримав гобіт Фродо та за порадою Ґендальфа взяв на себе тягар доставити Перстень в Мордор. Тим часом нащадок Ісілдура Арагорн привів війська під браму Мордору, які опинилися перед лицем знищення. Але тоді справдилися слова Мітрандіра і, попри переслідування слугами Саурона, Фродо вдалося доставити Перстень в жерло Ородруїну. Відтак Саурон втратив можливість повернути владу, а Арагорн отримав корону Ґондору й Арнору.
Після перемоги відкрилося, що Мітрандір оберігав Перстень Вогню, але сила всіх Трьох Перстенів вичерпалася. Світ став для ельфів старим і вони відплили у Валінор.

## Історія створення

### Робота Джона Толкіна
Джон Толкін задумав історії, що зрештою склали «Сильмариліон», як вигадану міфологію Англії. Він зауважив, що англійська міфологія, на відміну від британської, практично невідома. Вивчаючи стародавні мови і культуру Ісландії, Скандинавії та Центральної Європи, він порівняв їх з англійськими та дійшов висновку, що в останній невідома повноцінна міфологічна система. Причину Толкін вбачав у норманському завоюванні й латинізації англійської культури. Романіст та есеїст Едвард Морган Форстер також звертав на це увагу в 1910 році, говорячи, що англійський фольклор «так і не вийшов із колиски».
Багато років Толкін працював над коментарями до епосу «Беовульф», з яким познайомився у 1905 році. Разом зі «Старшою Еддою» і «Молодшою Еддою» він і надихнув письменника створити суто англійський епос. Він почав писати віршований героїчний епос з вірша «Earendel The Wanderer» (Еарендел Мандрівник). У другій половині 1914 — початку 1915 року він написав ще ряд споріднених віршів. До весни 1915 Джон Толкін став описувати пригоди мореплавця Еарендела, котрий досягає берегів Валінора, де бачить два дерева із золотими та срібними плодами. Влітку того ж року він пішов добровольцем до армії, тому припинив писати. Через рік, в 1916, лежачи в госпіталі після битви на Соммі, письменник придумав назву «Книга втрачених переказів», на сторінках якої став детальніше працювати над міфологією, першою завершеною частиною якої стала «Падіння Ґондоліна».
У 1917—1918 роки окремі сюжети було більш пов'язано, Толкін придумав три епохи, образ Феанора і Сильмарилів, почав працю над історією про Берена і Лутіен. Остання виникла під враженням від місцини поблизу Русса на півострові Холдернесс, де Толкін бував, перебуваючи у складі хамберського гарнізону. Після демобілізації його було залучено до роботи над «Новим словником англійської мови», за якої він поглибив своє знання мов, і дано посаду старшого лектора. У 1922 разом з філологом Еріком Валентайном Гордоном працював над середньоанглійською поемою «Сер Ґавейн і Зелений Лицар». У 1924 Толкін став професором в університеті Лідсу, а потім, в 1925, в Оксфорді. Він працював над «Книгою втрачених переказів», з тривалими перервами розвиваючи оповіді, присвячені створенню світу, Сильмарилам, їх викрадення Морготом.
Познайомившись у 1926 році в Оксфорді з Клайвом Стейплзом Льюїсом, Толкін знайшов з ним спільні інтереси, зокрема у міфології. У 1929 він показав Льюїсу поему «Про Берена і Лутіен». Той у листі-відповіді виразив схвалення: «Дві речі видно ясно: відчуття реальності тла і його безсумнівне міфологічне значення. Адже суть міфу в тому, що він не повинен бути забруднений алегоріями з боку творця і водночас повинен вселяти читачам відповідні до нагоди алегорії.» У 1936 році було завершено частину «Повалення Нуменору», на створення якої Джона Толкіна надихнув міф про Атлантиду.
Вихід книги «Гобіт» у 1937 приніс Джону Толкіну славу, письменник подав ідею видати і його міфологію під назвою «Квента Сильмариліон» видавництву George Allen & Unwin, але її було відхилено, оскільки видавці порахували «Квенту Сильмариліон» нечіткою. Тільки в 1951 він взявся писати прозову версію «Падіння Ґондоліна». Толкін повернувся до цього, завершивши «Володаря Перстенів» у 1952 році, хоча визнавав, що міфи іще не завершені і потребують редагування. Коли «Володар Перстенів» здобув популярність, особливо з 1954 року (коли книга вийшла в США), Толкін багато листувався з читачами, пояснюючи деякі аспекти світоустрою Арди. Письменник повернувся до старих рукописів, значно уточнив «Квенту Сильмариліон», оформив частину, названу «Перекази Давніх днів» як «Першу епоху».
Євангеліст та професор англійської мови Клайд С. Кілбі з Вітон-Коледжу, штат Іллінойс, познайомився з Толкіном, відвідавши Оксфорд в 1964 році. Він запропонував надати Толкіну будь-яку необхідну допомогу, щоб тому легше було закінчити «Сильмариліон». У 1966 Кілбі долучився до роботи над міфами, паралельно досліджуючи релігійні аспекти творчості Толкіна. Проте цілком завершити задум так і не вдалося.

### Робота Крістофера Толкіна
Після смерті Джона Толкіна у 1973 його син Крістофер Толкін зайнявся доповненням і систематизацією вигаданих батьком міфів. Крістофер Толкін стикнувся з проблемою внутрішніх суперечностей рукописів і суперечностей з «Володарем Перстенів». Він звертався як до найбільш пізніх, так і ранніх робіт батька для заповнення наявних прогалин. Главу «Квенти Сильмариліон» «Про знищення Доріату» Крістоферу довелося самому писати, щоб пов'язати з рештою оповіді. Ще 1955 року він завершив «Список імен», що містив імена персонажів та географічні назви. До роботи приєднався канадський письменник-фантаст Ґай Кей у 1974—1975 роках. Остаточний результат під назвою «Сильмариліон», який крім міфів включав генеалогії, карти, алфавітний покажчик і перший надрукований список ельфійських слів, був опублікований в 1977 році.
Впродовж 1983—1996 років Крістофер Толкін опублікував більшість міфологічних текстів свого батька в 12-томної серії «Історія Середзем'я». До неї увійшли два томи «Книги втрачених переказів» (1983—1984), «Пісні Белеріанда» (1985) та ін. Поряд із «Сильмариліоном» серія детально описує світ Середзем'я.

### Скандинавська міфологія

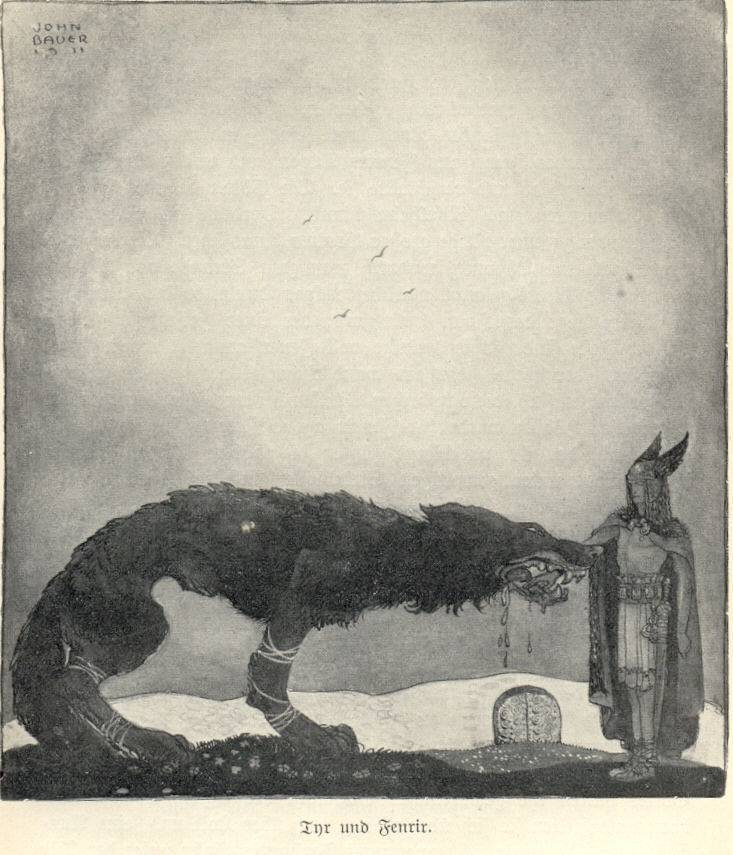
Вовк Фенрір відкушує руку богу Тюру. Ілюстрація Йона Бауера

### Кельтська міфологія

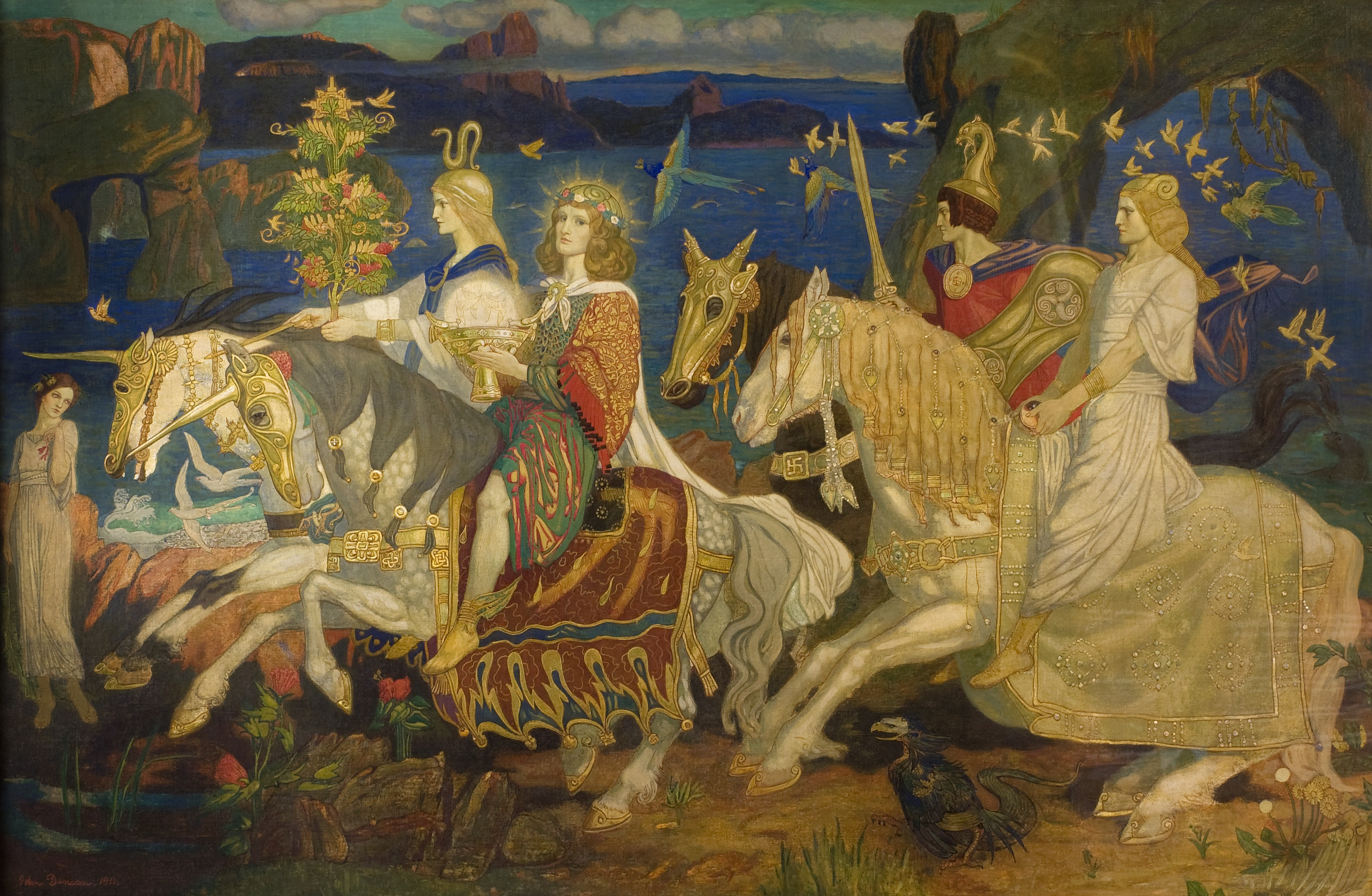
Вершники народу богині Дану на картині шотландського художника Джона Дункана

### Грецька міфологія

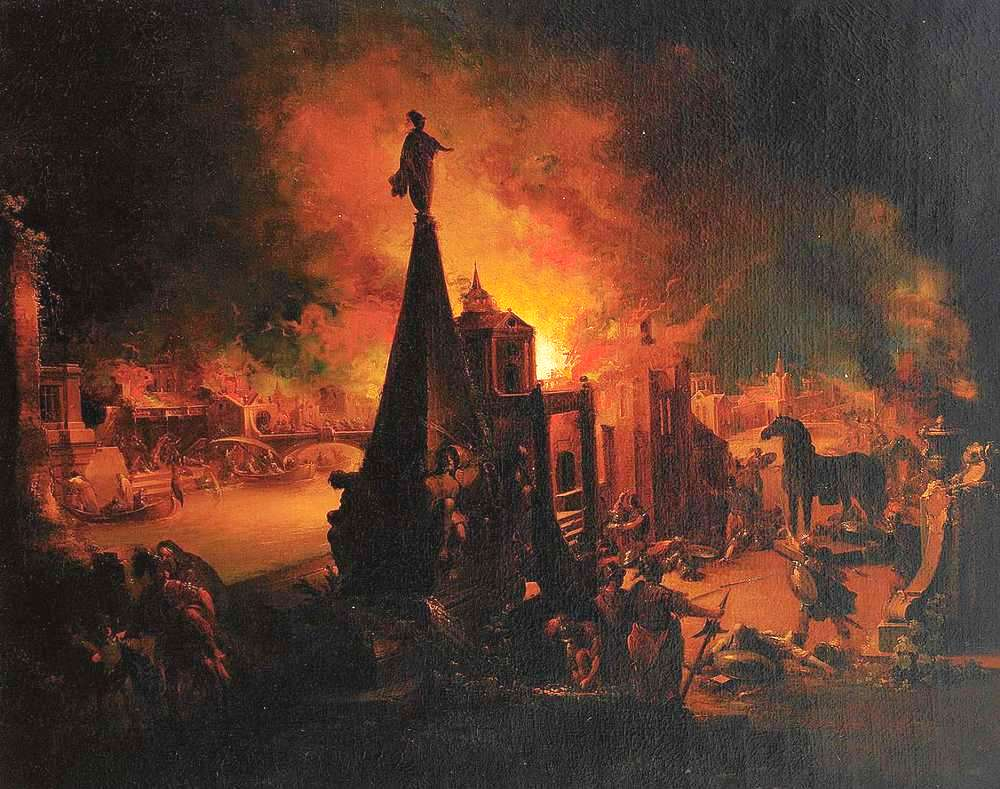
Потаємне ельфійське місто Ґондолін гине у вогні подібно до Трої

### «Утрачений рай» Мілтона

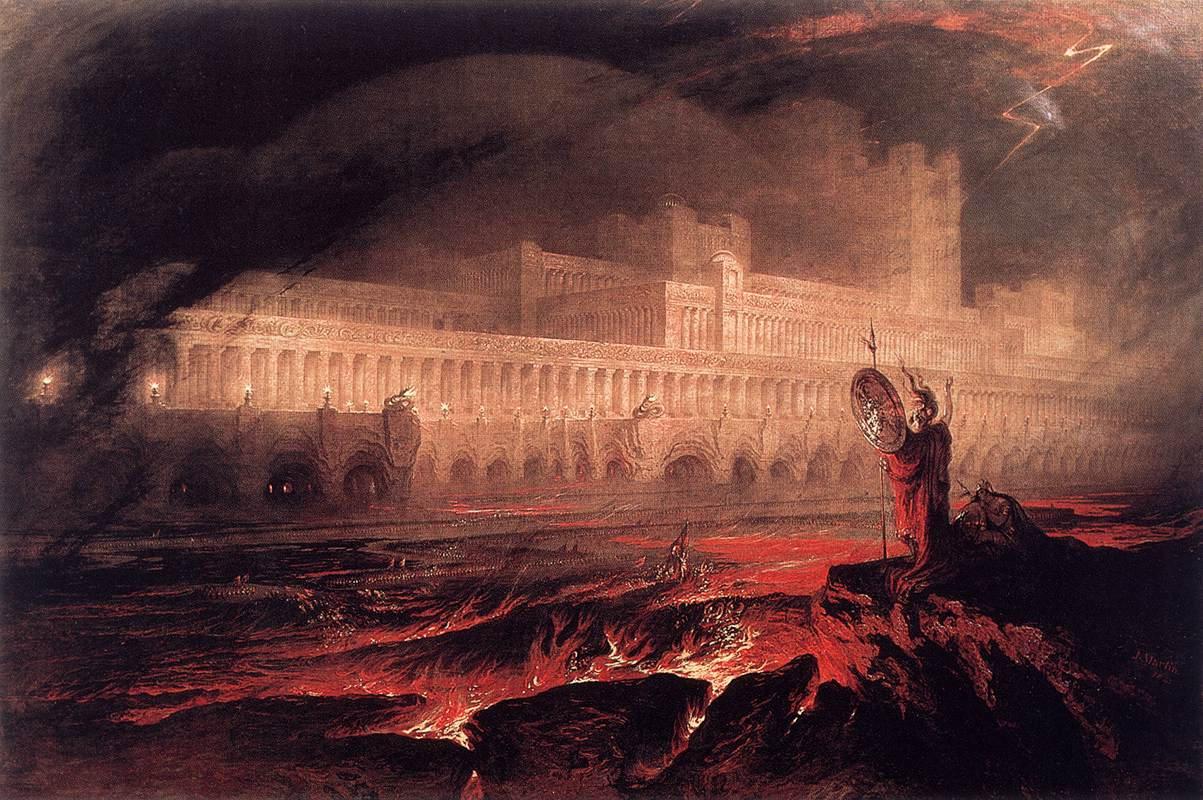
Прототипом Утумно, підземної твердині Мелькора, стала столиця Пекла з поеми Мілтона «Утрачений рай»

## Видання українською

Перше видання «Сильмариліону» українською мовою. Видавництво «Астролябія», 2008 рік